# Фонд «Таволга»
Фонд развития науки и культуры «Таволга» — российская организация, специализирующаяся на исторических и археологических проектах.

## Характеристика
Основан в 2018 году с целью поддержки научных, культурных, образовательных проектов и создания собственных программ в этих направлениях, специализируется на историко-культурных, в первую очередь, археологических проектах. Согласно характеристике на сайте, миссия фонда — создание условий для всестороннего развития и популяризации гуманитарного научного знания, а также сохранение и популяризация культурного наследия России и мира.
К началу 2024 года фонд реализовал почти 30 проектов в 60 регионах и 4 странах. Фонд занимается научной и организационной поддержкой проектов, фандрайзингом, поиском грантов.
Организует и проводит выставки:
- Наиболее известный выставочный проект — «Сны Сибири»[3] (2022—2023, ГИМ, Москва[4]), Владивосток (2024, Музей истории Дальнего Востока им. В. К. Арсеньева[5]), Красноярск (2024—2025, Красноярский художественный музей имени В. И. Сурикова и Музейный центр «Площадь Мира»[6]). На нем представлены главные археологические находки различных культур вдоль Транссибирской магистрали. Иммерсивная с нестандартным подходом к представлению археологии, обширная параллельная образовательная программа с лекциями[7][8].
- В 2018 году провел выставку «Культурный мост: из прошлого в настоящее» в Государственном музее архитектуры им. А. В. Щусева, где были показаны археологические находки последних лет на территории Северного Причерноморья, обнаруженные во время крупных строительных работ. Проект вошел в топ-50 самых посещаемых выставок 2018 года по версии The Art Newspaper Russia.
- Также фонд помог создать в этом музее постоянную экспозицию фресок Калязина («Калязин. Фрески затопленного монастыря»), в 2024 году помог ему с организацией выставки об архитекторе Щусеве — «Алексей Щусев. 150. Усто меъмор» (Галерея изобразительного искусства Узбекистана, Ташкент)[9], передвижной выставкой «Шедевры из собрания Музея архитектуры имени А. В. Щусева. Десять веков русской архитектуры» (Псков, Архангельск, Хабаровск, 2024[10][11]).
- Кроме того: выставка «Генерал Хрулёв — великий труженик Победы» (Музей железных дорог России, Петербург, 2023), выставка «К 100-летию Гейдара Алиева и его роли в строительстве Байкало-Амурской магистрали» (галерея «Царская Башня» Казанского вокзала, 2023), выставка "Вокзалы и города. Архитектурное наследие БАМа"[12], выставка «Архитектура движения. БАМ-45», проект «Искусство сообщения» и др.

На счету фонда научная и организационная поддержка раскопок в Гнёздове (лазерное сканирование всей территории Гнездовского археологического комплекса), Шниткине (также спонсировали документальный фильм о нём). А также в Новгороде, где фонд помогал сотрудникам МГУ провести археозоологическое исследование культурного слоя новгородского Троицкого раскопа — было обработано 17 тыс. остеологических находок, опубликована монография. Проведен проект с Музеем-заповедником «Куликово поле» и Институтом археологии РАН по исследованию Судбищенской битвы (фонд провел работы по лазерному сканированию и неинвазивным методам исследования).
Иностранные археологические проекты:
- раскопки в Узундаре — бактрийской крепости времен Александра Македонского (Узбекистан), (с Бактрийским отрядом Среднеазиатской археологической экспедиции Института археологии РАН совместно с коллегами из Института искусствознания АН РУз), 2018 год. [14][15]
- первая в истории российская археологическая экспедиция по исследованию культуры майя в Гватемале (с Мезоамериканским центром им. Ю. В. Кнорозова РГГУ), 2018 год, Эль-Энканто[16][17][18].
- Российско-иракская экспедиция (РИКЭ), которая впервые в российской истории работала в болотной зоне Южного Ирака в 2019–2021 годах, два памятника – Телль Ваджеф (эпоха поздней первобытности) и Телль Дехайла-1[19][20][21] (поддержка исследований древних памятников на территории Ирака с применением современных методов исследования в археологии)

В числе других видов деятельности фонда: всероссийский конкурс «Строители БАМа» среди скульпторов на установку мемориала (2023), проект, посвященный исследованию дорог, торговых путей и истории строительства скоростной трассы М-1 «Беларусь» (совместно с Институтом истории НАН Беларуси), комплексный просветительский проект «Москва под бомбами 1941—1943», строительство киота на 421 км скоростной дороги М-12 «Восток» в Арзамасском районе Нижегородской области, роспись потолка Ярославского вокзала художником Дмитрием Аске (2024), организация конкурса «Битва истфаков» совместно с Институтом всеобщей истории РАН, онлайн-журналом «Proshloe» и Союзом создателей исторических проектов, приобретение учебников для российско-монгольской школы в Улан-Баторе и др.

## Галерея

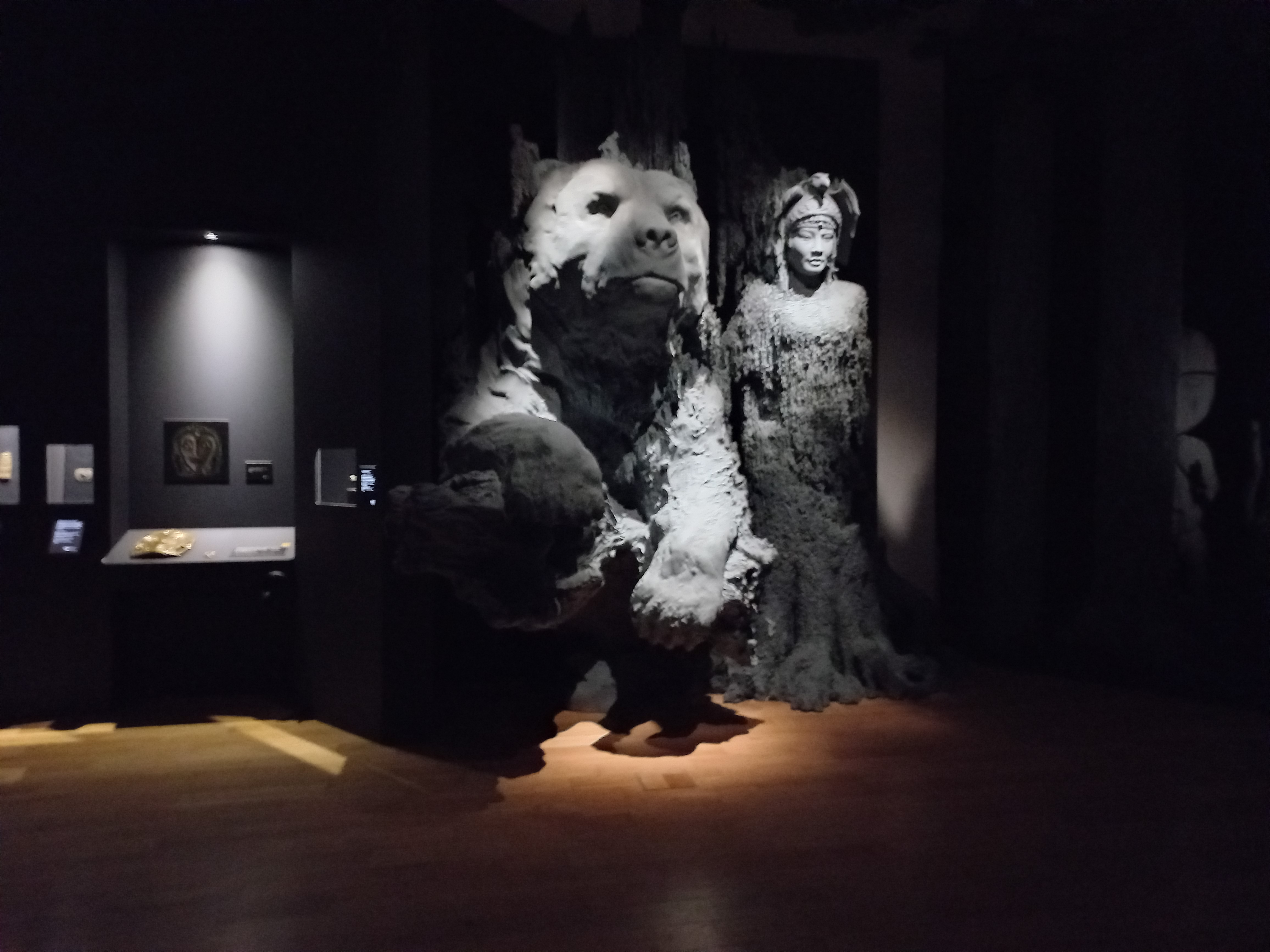
«Сны Сибири», ГИМ, 2022
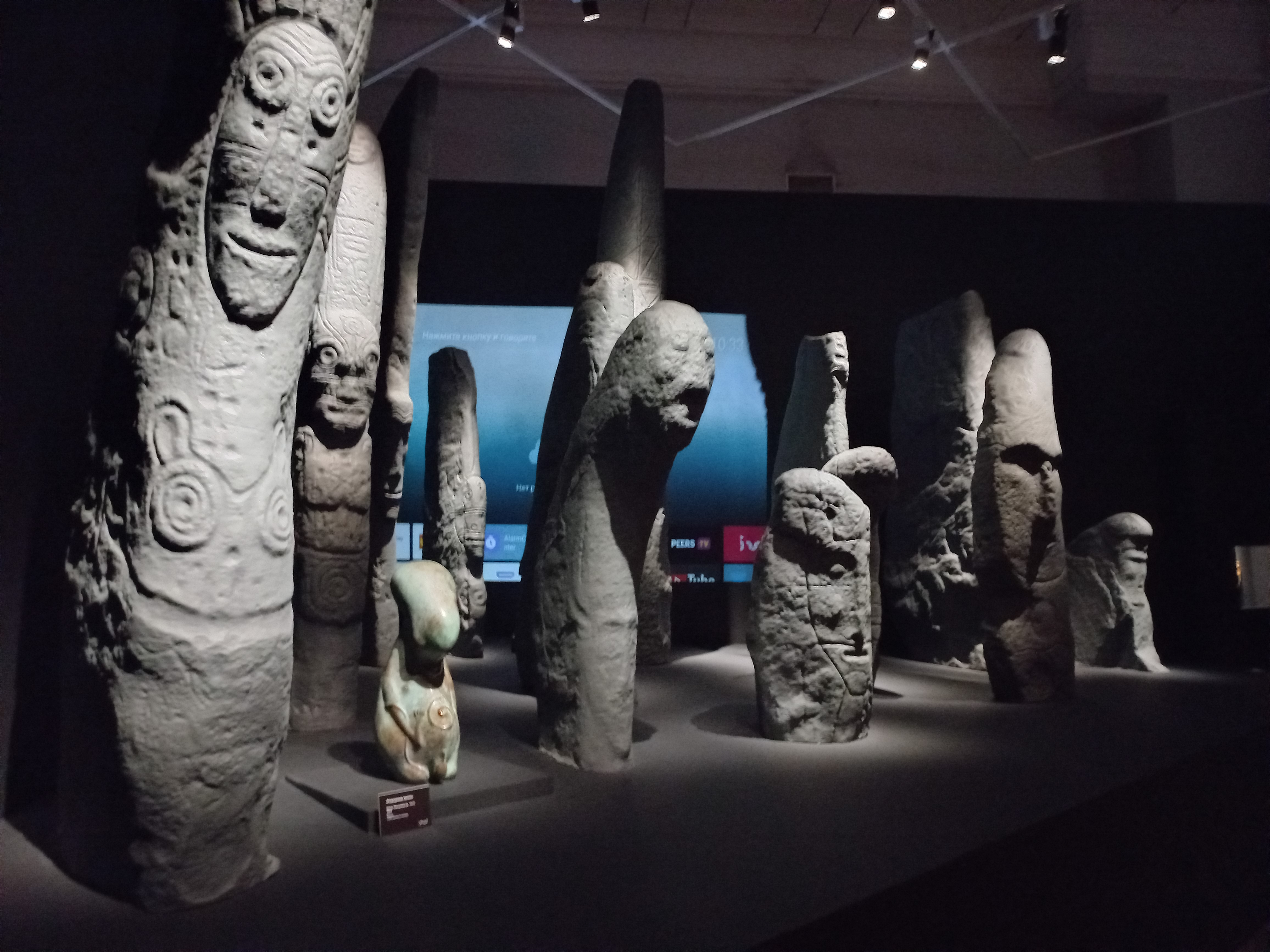
«Сны Сибири», ГИМ, 2022
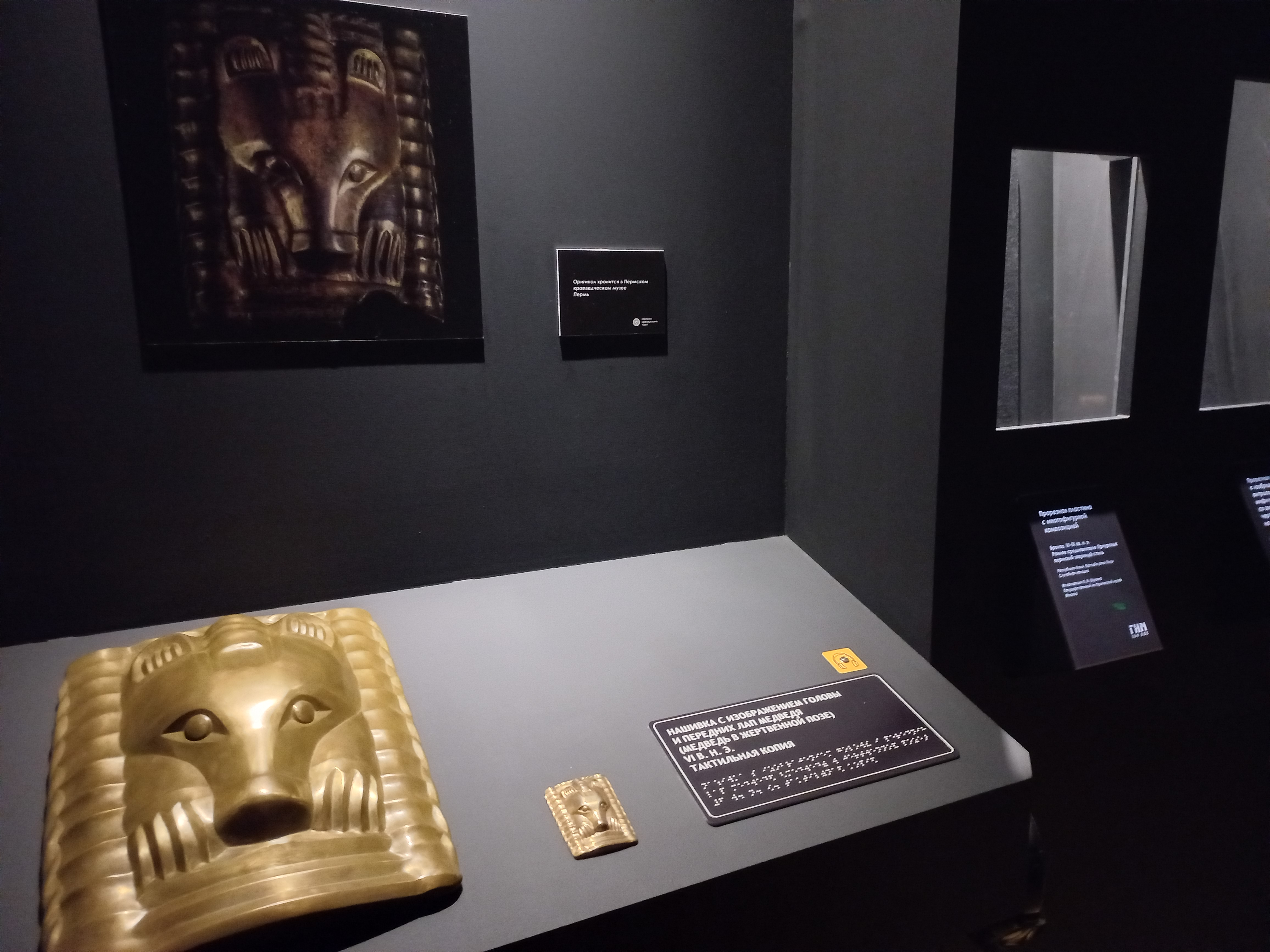
«Сны Сибири», ГИМ, 2022

## Издания
- Издание мемуаров адмирала П. Чичагова
- Издание книги «Дорога М-1. Прошлое. Настоящее. Будущее»[27]
- «Транспортное образование России»
- «Ушедшие в бессмертие. Памяти 2-й ударной армии»

## Награды
- В 2023 году жюри премии «Золотой Трезини» особо отметило архитектурное и художественное решение выставки «Сны Сибири», фонд награждён Золотым дипломом в номинации «Лучший реализованный проект временной или постоянной музейной экспозиции»
- В 2023 году фонд стал финалистом конкурса фотоисторий «ОБЪЕКТИВная благотворительность» в номинации «Наука. Образование. Просвещение», организованного Форумом Доноров.
- В 2024 году основательница фонда Марина Бондарева вошла в лонг-лист премии The ArtNewspaper Russia в номинации «Личный вклад». В том же году выставка «Сны Сибири» была номинирована в категории «Выставка года»[28].
- Каталог выставки «Сны Сибири» вошел в ТОП-30 лучших изданий 2020—2023 годов, посвящённых истории, культуре, современному социальному развитию Дальнего Востока, Восточной Сибири и Арктики. Каталог был отмечен в ходе работы Ассоциации книгоиздателей России (АСКИ), Российской библиотечной ассоциации (РБА), Комитета Государственной Думы по развитию Дальнего Востока и Арктики, а также Министерства по развитию Дальнего Востока и Арктики (Минвостокразвитие) РФ.